# Jindra Viková
Jindra Viková (* 2. února 1946 Praha) je česká sochařka, keramička, malířka, kurátorka a pedagožka.

## Život
Jindra Viková pochází z rodiny bankovního úředníka. Oba rodiče i starší sestra Jaroslava byli výtvarně nadaní – matka navrhovala vlastní modely oděvů, otec amatérsky maloval a jeho pozdní díla jsou řazena k Art brut.. Viková navštěvovala v letech 1960–1964 Střední odbornou výtvarnou školu na Hollarově náměstí v Praze a od roku 1964 studovala na Vysoké škole uměleckoprůmyslové v ateliéru keramiky u prof. Otto Eckerta. Během studia se 20. srpna 1968 vdala za elektroinženýra, člena beatnické skupiny a fotografa Pavla Baňku a roku 1969 se jim narodila dcera Markéta. Studia ukončila v roce 1970. Jejich pražský ateliér byl místem setkávání pro přátele z neoficiálního uměleckého prostředí. Počátkem 80. let založila s Pavlem Baňkou a svými přáteli neodadaistický spolek Rozbřesk, který pořádal přednášky, divadelní představení a vlastivědné vycházky.
Roku 1973 byla vybrána do mezinárodní soutěže umělecké keramiky v italské Faenze a následujícího roku měla první samostatnou výstavu v Malé galerii Čs. spisovatele v Praze. Roku 1975 navrhla spolu s Peterem Orieškem svou první realizaci v architektuře. Roku 1981 získala jednu z hlavních cen ve Faenze a o dva roky později se stala členkou prestižní mezinárodní organizace IAC (International Academy of Ceramics). V roce 1984 obdržela zlatou medaili na mezinárodní keramické soutěži ve Faenze a 1986 Grand Prix na Trienále porcelánu v Nyonu a zlatou medaili ve Vallauris. Roku 1985 byla spolu s Pavlem Baňkou pozvána do USA a přednášela na Middlesex County College (New Jersey) a California School of Arts and Crafts (Oackland).
Od roku 1986 se pravidelně zúčastňovala mezinárodních keramických sympozií a výstav. V roce 1988 byla pozvána na 1. mezinárodní keramické symposium do Canberry a pracovala na tamní School of Art. Získala první cenu za keramiku v Bagdádu. V následujícím roce byla zastoupena na rozsáhlé přehlídce současné evropské keramiky v Auxerre, která pak putovala po několika dalších zemích. Pád komunismu oslavila skupina Rozbřesk nastudováním Ódy na radost a jejím provedením o silvestrovské noci 1989 na Václavském náměstí.
V roce 1990 se zúčastnila sympozia v Römhildu a v následujícím roce strávila jako hostující pedagog jeden školní semestr na Art School v Ann Arbor v Michiganu. Spolu s Pavlem Baňkou vystavovala v Jacques Baruch Gallery v Chicagu a samostatně v Galerii L v Hamburku a po 17 letech znovu v Galerii Čs. spisovatele v Praze.
V roce 1992 odjela na pozvání ředitele Clay Studia ve Filadelfii Jimmy Clarka na konferenci americké organizace sochařů a keramiků ENSICA a byla přizvána k účasti na tamější putovní výstavě „Contemporary East European Ceramic Exhibition“. Později v témže roce se zúčastnila sympozia kostního porcelánu v Kaunasu a dvou výstavních akcí v Anglii. V Čechách byla zastoupena na významné putovní výstavě Sochahlína (Cheb, Praha, Karlovy Vary). Následující rok 1993 strávila z větší části v USA, kde jako hostující pedagog učila po dva semestry v ateliéru keramiky na Ohio University v Athens a strávila dva měsíce v College of Art na Maryland Institute. V roce 1994 byla jmenována generální komisařkou soutěže a kurátorkou výstavy Fletcher Challenge Ceramics Award v Aucklandu. V následujícím roce vedla workshop na Universitě v Canbeře a o rok později keramický program zahraničního semestru University Ohio v Praze.
Rok 1997 byl pro Jindru Vikovou významný. Jindra spolu s manželem odjeli na šestiměsíční rezidenční pobyt v Sitka Center for Art and Ecology v Oregonu, který významně ovlivnil další tvorbu obou umělců. Zde se spřátelila se sochařem a zakladatelem centra Frankem Boydenemm a vytvořila sérii velkých keramických bust pro výstavu v Portlandu.
Po roce 1998 se Jindra Viková zúčastnila zahraničních sympozií v Turecku (1998), Dánsku a Polsku (2000), Itálii a Slovensku (2001), Turecku a Polsku (2002), Rakousku (2005), Polsku (2007) a opakovaně v německém Deidesheimu (2007, 2009, 2010). Několikrát přednášela na universitách v USA (Art University Salem, Oregon, 1998, 2000, Georgia State University, Atlanta, 2000, Santa Anna College of Arts, 2000, Long Island University, 2000 a New York University, New York, 2000, 2002, University of Massachusetts, Darmouth, 2002, Willamette University, Salem, 2005, Pingry School of Art, New Jersey, 2008). Od roku 1990 zasedá v mezinárodních porotách uměleckých soutěží a od roku 2004 je členkou koncilu IAC, kde zastupuje středoevropské a východoevropské země.
Doma vede od roku 2002 dílny keramické tvorby v centru Jarmily Tyrnerové v Kohoutově. V roce 2014 byla kurátorkou výstav galerie Natura v průhonickém zámku a roku 2015 výstavy Pocta Guttfreundovi v Rabasově galerii v Rakovníku.

### Ocenění

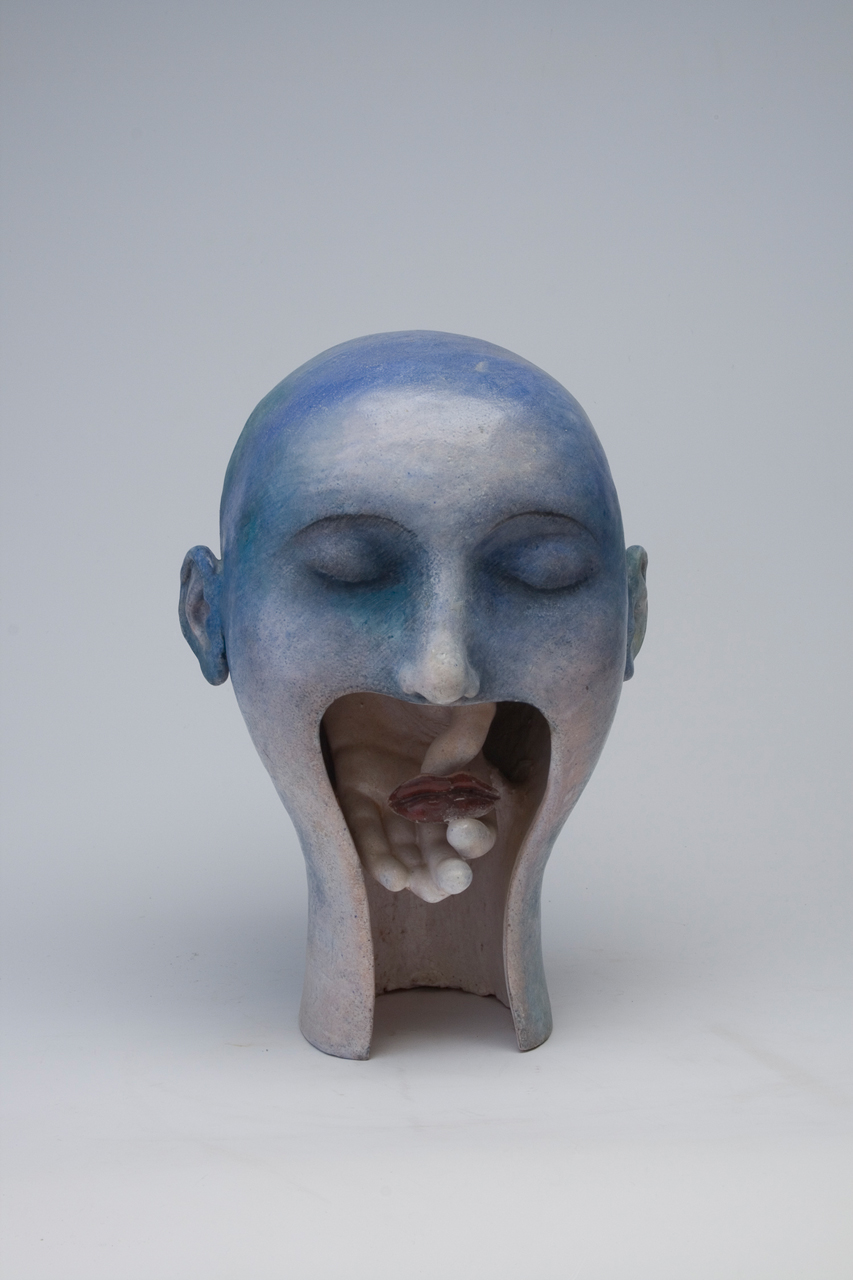
Jindra Viková, Josephine Baker, 1975, kamenina

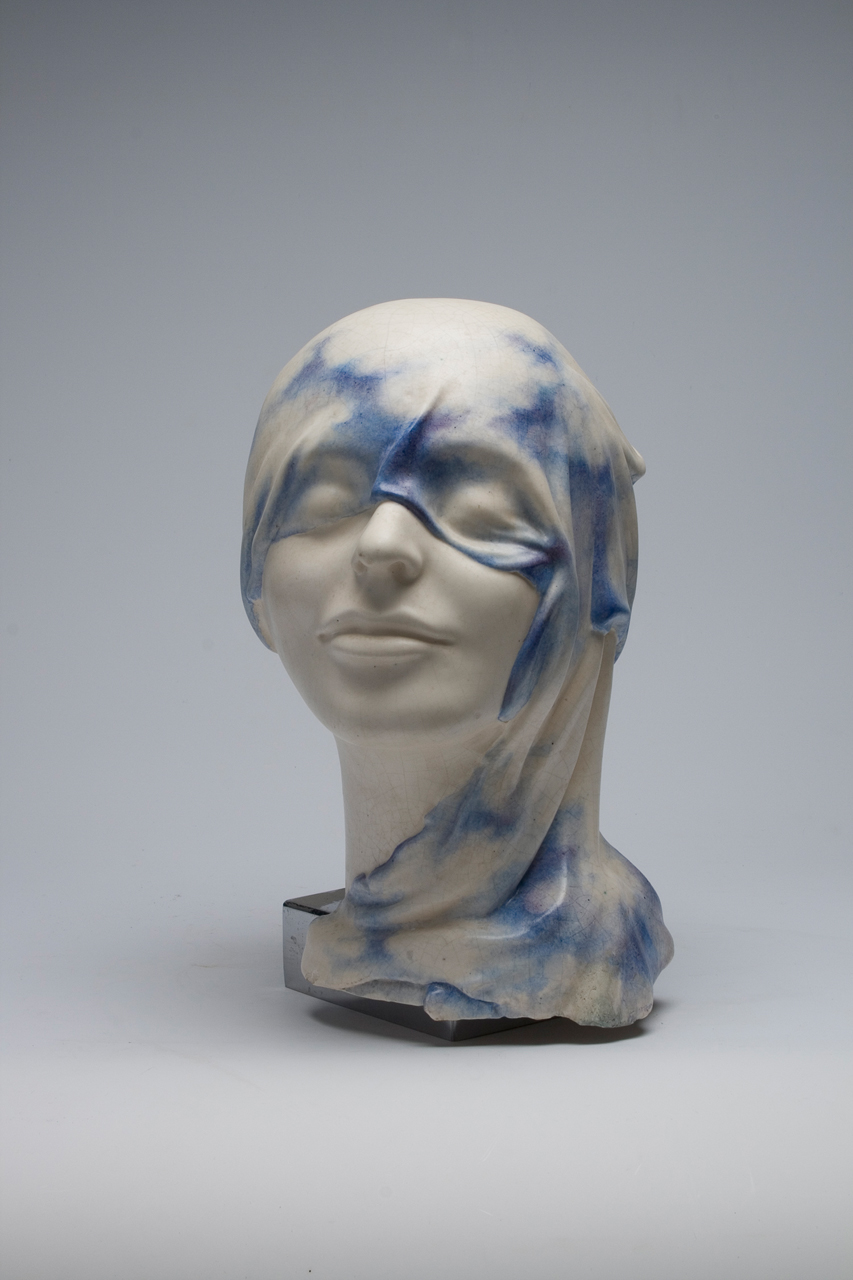
Jindra Viková, Dekameron, 1979, kamenina

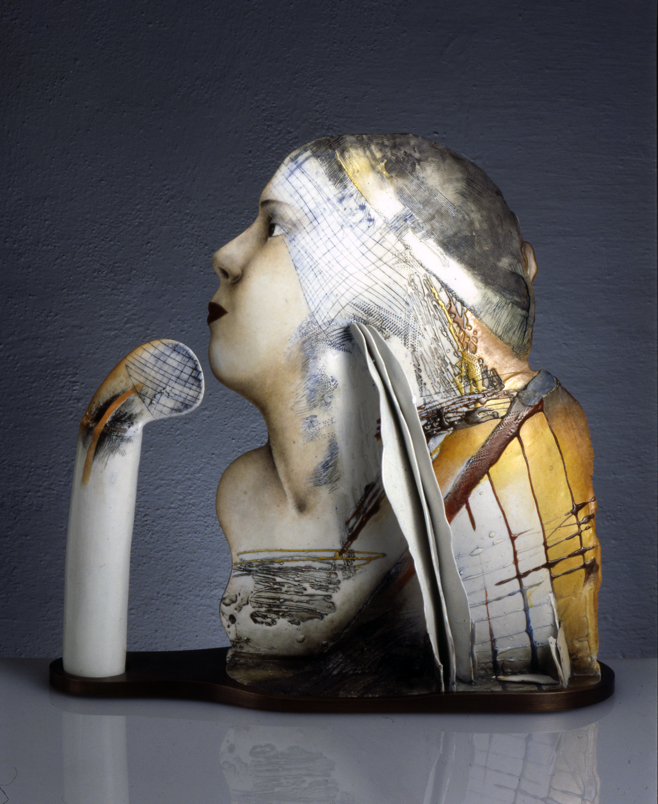
Jindra Viková, Definice jednoho okamžiku, 1986, Zlatá medaile – World Biennale Baghdad

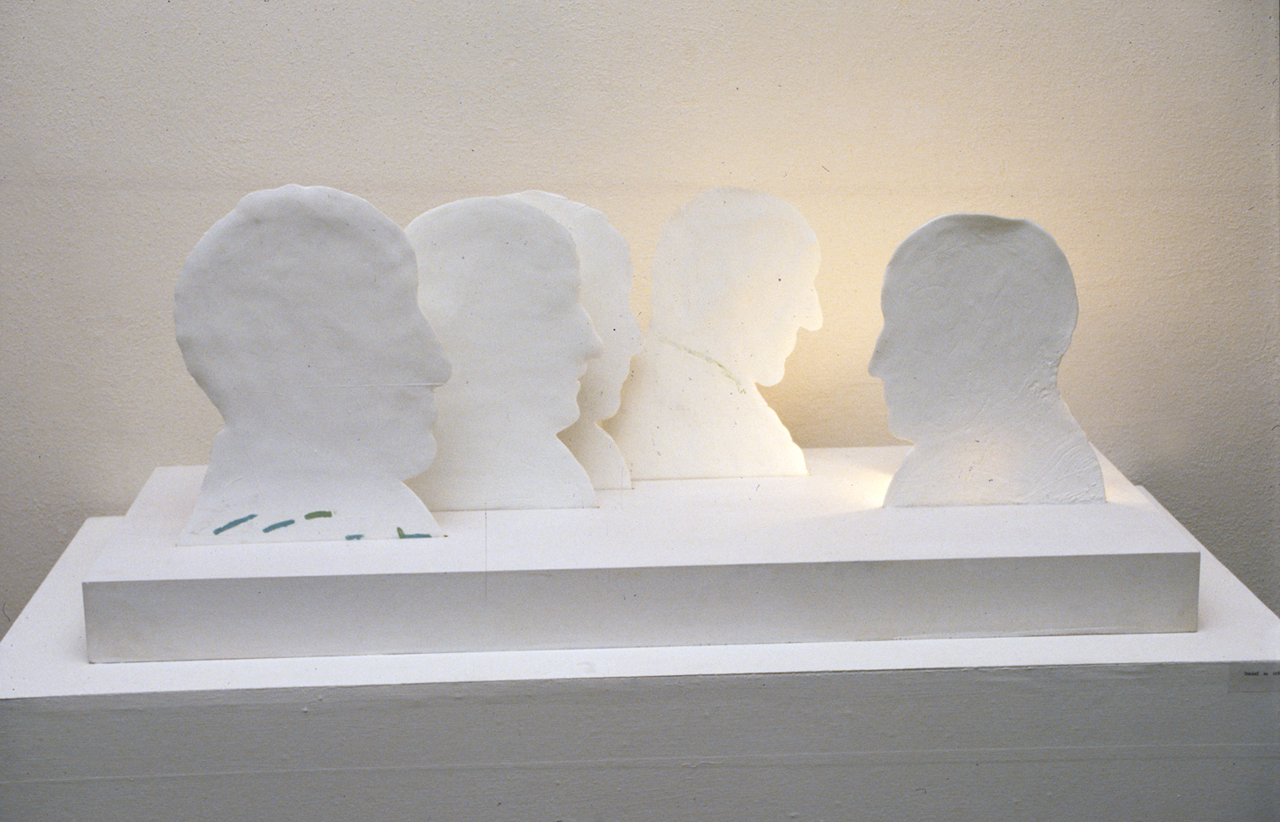
Jindra Viková, Čekání na světlo, 1992, porcelán, dřevo, 50 × 110 cm

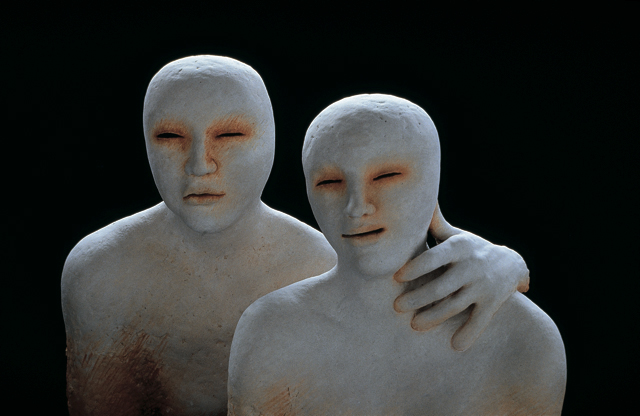
Jindra Viková, Mimo čas, 1998, kamenina, 70 × 80 cm

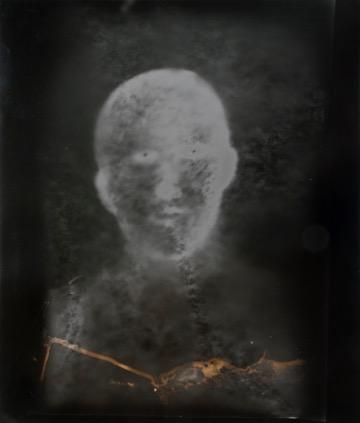
Jindra Viková, Z cyklu Pocity I, 2003, fotogram

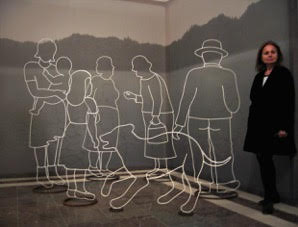
Jindra Viková, Drátěné figury, 2007, z výstavy v letohrádku Belveder

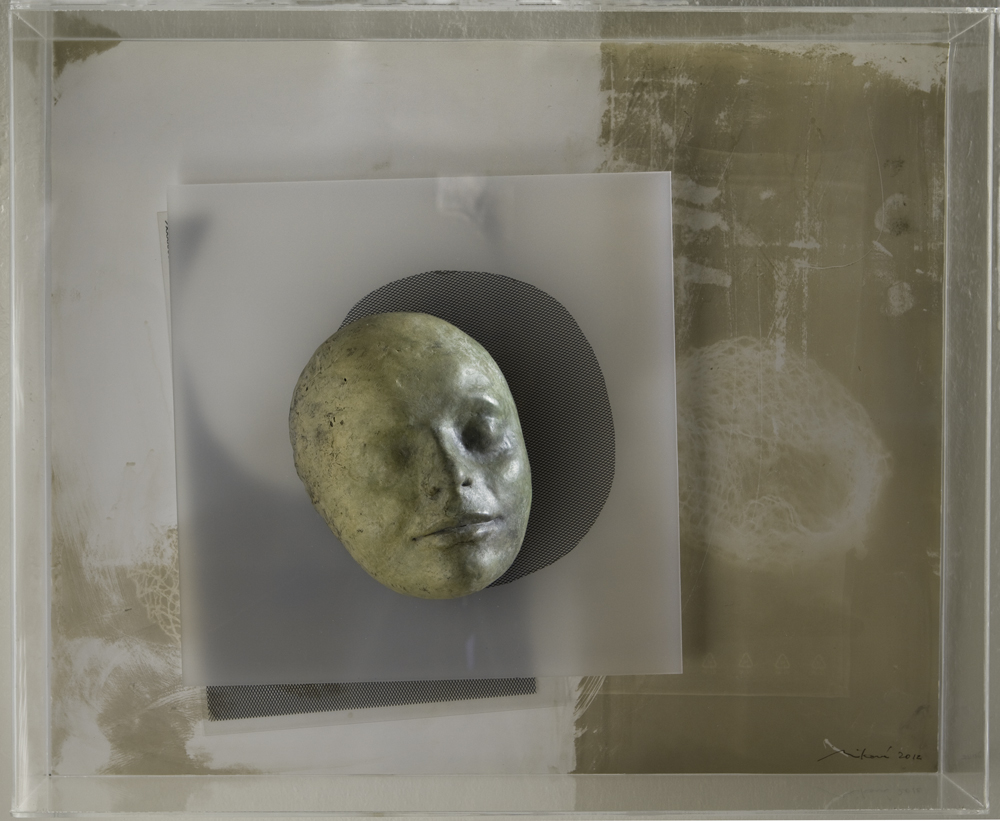
Jindra Viková, Autoportrét, 2012, asambláž 50 × 60 cm

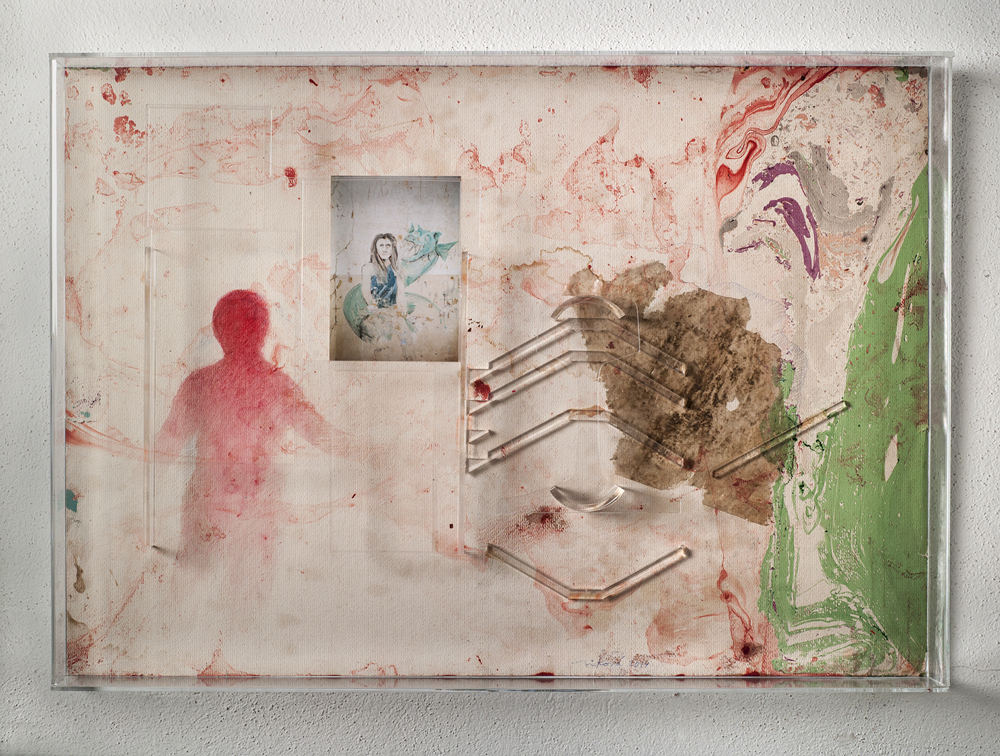
Jindra Viková, Prchavé okamžiky, 2014, asambláž 43 × 60 cm

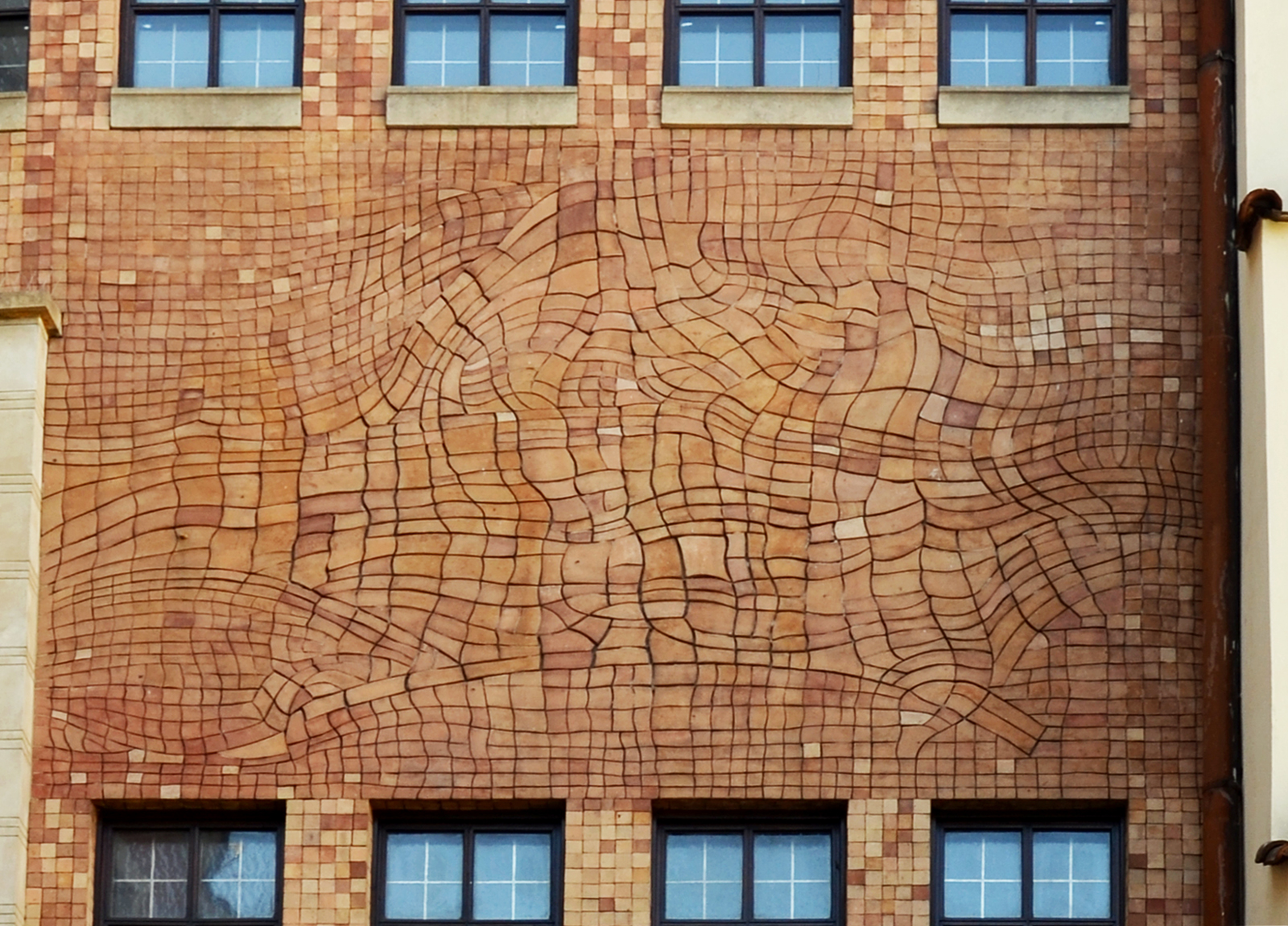
Peter Oriešek, Jindra Viková, keramický obraz, Staroměstská radnice v Praze

- 1976 Produkt roku, Porcelánka Duchcov
- 1981 Premia Acquisto, Concorso Internazionale della Ceramica d'Arte Contemporanea, Faenza
- 1984 Zlatá medaile, Concorso Internazionale della Ceramica d'Arte Contemporanea, Faenza
- 1986 Honorable mention, Mino, Japonsko, Gualdo Tadino, Itálie
- 1986 Grand Prix, Triennale de la Porcelaine, Nyon, Švýcarsko
- 1986 Zlatá medaile, Vallauris, Francie
- 1988 První cena, Int. Art Festival, Baghdad
- 1997 Teapot of the year, Agentura keramického designu, Český Krumlov
- 2001 Ocenění poroty, 1st International Ceramic Biennale, Icheon

## Dílo
Jindra Viková pracuje s porcelánem a pálenou hlínou jako se sochařským materiálem. Její raná díla jsou prostorové reliéfy a figurální kompozice orámované chromovými konstrukcemi jako malé scénické obrazy (Hra v kostku, 1978). Jemný a inteligentní humor vyprávěných příběhů dobře koresponduje s grafikami Adolfa Borna, se kterým společně vystavovala v síni Umění-Knihy a později v Chrudimi. Jedna z jejích soch – imaginární portrét dívky se zakrytýma očima, byla určena pro nakladatelství Lyra Pragensis (Dekameron, 1979). Důležitou významovou složku v dílech Jindry Vikové hraje malba na glazurách. V sérii reliéfních kachlů z konce 70. let, které tvořily dokonalý pandán k obrazům Petry Orieškové na společné výstavě v Galerii Mladá fronta, dosahuje malbou iluze hlubokého prostoru (Záliv, 1978). Pro obě výtvarnice byl charakteristický také zájem o kočkovité šelmy, pohyb a detaily jejich anatomie (Průnik, 1979). Současně s objekty, zachycujícími příběh, vznikla série metaforických situací s variacemi gest lidských rukou (Hry, 1979) a cyklus reliéfů z polského keramického sympozia, které uplatnily kontrast hladkých porcelánových trubic s malovaným pozadím a předznamenaly pozdější reliéfní asambláže (Pokus o spoutání živlů, 1978).
Inklinace autorky k figuraci musela nutně reflektovat dobové vlivy tzv. Nové figurace, doteky s pop artem a komerčním prostředím reklamy a módních časopisů. V jejím případě byla stejně důležitá také osobní zkušenost s renesančním uměním, které poznala roku 1969 na svatební cestě v Itálii. Od počátku 80. let používala Jindra Viková tenké plátky porcelánu, z nichž vyřezávala siluety lidských hlav a viditelnými oporami ze stejného materiálu z nich vytvořila třírozměrné objekty. Iluzivní modelaci tváře doplňují abstraktní kresby litými barevnými glazurami v nízkém reliéfu. Za jedno z prvních děl, které zakoupilo do sbírky muzeum ve Faenze (Rozhovor, 1981) obdržela ocenění na tamní mezinárodní přehlídce. Jindra Viková pak tento originální výtvarný počin, který se vzápětí stal její „značkou“ a proslavil ji, rozvinula do celé série převážně ženských porcelánových hlav (Florencie, 1981). V 80. letech se stala mezinárodně známou keramičkou, která sklízela ocenění na prestižních přehlídkách. Pro tvorbu Jindry Vikové je kromě přirozené ženské jemnosti a citlivosti a někdy až manýrizujícího estetismu charakteristická také druhá poloha, která pomocí nejrůznějších výtvarných prostředků dodává jejím sochám expresivní výraz (Anonym, 1987) nebo prvky hravé absurdity. Takové sochy začala vytvářet během svého pracovního pobytu v Canbeře, kdy na čas opustila figuraci a vrátila se ke klasickým dutým tvarům v cyklu Nádoby, které ovšem záměrně podrobila destrukci a změnila v symboly neužitečnosti (Marnost, 1989). Na ně navázala sérií rozměrnějších plastik, k jejichž sestavení využila příležitosti pracovat s cihlářskými formami během sympozia v německém Römhildu (Lassie, 1989) a následujícím souborem figurálních objektů kombinujících hlínu, dřevo a kov (série Vztahy, 1989–1992). Kovové dráty vytvářejí kolem hmotných porcelánových soch kresbu v prostoru (Vymezení, 1988) a předznamenávají pozdější období její tvorby, kdy místo keramických materiálů užívala drátěných siluet (Siluety, 1999–2004).
V souvislosti s přehodnocením dosavadní tvorby a potřebou nalézt a osvojit si nové zdroje inspirace je pro tvorbu Jindry Vikové na počátku 90. let příznačný posun k monumentalitě, expresivitě tvarů a abstrakci. K působivosti vytvářených objektů, které často nesou symbolické označení Totem (1990), přispívá využití přírodních vlastností keramických materiálů a tmavé glazury. Jako zpětný pohled na vlastní tvorbu i zpráva o stavu světa vyznívají její expresivní reliéfní keramické koláže (Nálezy, 1992), stylizovaný autoportrét („Tabula rasa“) v šamotové hlíně (1992) a série komorních plastik reflektující mezilidské vztahy (cyklus Vztahy, 1989–1992). Novou fázi její tvorby předznamenal pobyt v litevském Kaunasu, kde měla možnost pracovat s jemným a tvárným kostním porcelánem. Ten dovoluje vytvořit tenké až průsvitné tvary a jejich konfrontaci s umělým světlem (Čekání na světlo, 1992). Později využila optické vlastnosti i křehkost tohoto materiálu v kombinaci s malbou a fotografií pro své komorní reliéfy (Fragmenty, 2009).
Za pobytu v USA se Jindra Viková vrátila k figurálním plastikám v kamenině. V následujícím období vznikly skupiny ženských postav, které na sebe berou částečně zvířecí podobu (Rozhovor, 1993). Třebaže jejich fyzická dvojznačnost vyhlíží přirozeně a nenásilně, působí na diváka tajemně a evokují mystický snový svět, který lze jen tušit. Polopostavy a busty v životní velikosti, které Viková tvoří v 90. letech, alegoricky znázorňující lidský úděl (S břevnem, 1994, Kdo jsem?, 1997, Radost, 1997) a postupně vedou k meditativnější poloze, jejímž výsledkem byla rovněž socha pro niku v Loretánské ulici v Praze (Sv.Jan Nepomucký, 1995).
V různých obdobích tvorby se Viková zabývá komorní plastikou a reflektuje tak aktuální životní situace a pocity. Na počátku 80. let to byla užitá keramika ve formě figurálních dóz (Dózy, 1982), kolem roku 2000 cyklus drobných figurálních plastik nazvaný Množení (2000–2001), Hledání úkrytu (2001), Masky (2002), později hry s keramickými písmeny na téma Láska (2004). Odlehčený humor v cyklu Brouci nalezl vyjádření v drobné keramice kombinované s kovem, v kresbách a grafice (2006–2007).
Koláže tvoří Viková s přestávkami od roku 1997 (Vstříc osudu) a jejich prostřednictvím mapuje závažnější témata (Střet kultur, 2002, Dějiny jinak, 1996- 2002), včetně náboženské ikonografie (Snímání, 2008) nebo vyrovnání člověka s vlastní smrtelností (Je později, než si myslíš, 2009). Některými navazuje na své předchozí práce s porcelánovými siluetami (Siluety se světlem, 2008), jiné konfrontují lidský a zvířecí svět (Levhart s plavkyní, 2005).
Fotogramy někdy volně tematicky navazují na starší keramické soubory (Hry, 1979) a zachycují např. stínohru rukou (Hry, 2002). V případě cyklu fotogramů Embrya (1992) je podobné téma později zpracováno v cyklu keramických figur (Hledání úkrytu, 2001) nebo závěsného obrazu (2002). Fotogramy tváří (Pocity, 2003) mají paralelu v cyklu porcelánových asambláží (Tváře a fragmenty, 2007).
Reliéfní asambláže Viková netvoří systematicky a jejich témata nesou jistý prvek nahodilosti, přesto mohou nést silnou výpověď (Nevinnost, 1996, 2002, 2006), Duše opouští tělo (1993), Kafka (2008). Cyklus Ruce (2008) kombinuje vosk, plast a fotogram na plechu a svou zprostředkovanou tělesností připomíná díla Kmentové a Aliny Szapocznikov , ve skutečnosti je ale záznamem ženské snahy o kosmetické zkrášlení a neusiluje o expresivitu nebo drastičnost.

### Zastoupení ve sbírkách (výběr)
- Národní galerie v Praze
- Uměleckoprůmyslové muzeum v Praze
- Moravská galerie v Brně
- Alšova Jihočeská galerie, Mezinárodní muzeum keramiky v Bechyni
- Museum Kampa
- Galerie výtvarného umění v Chebu
- Museo internazionale delle Ceramiche, Faenza
- Han Hyang Lim Gallery and Jay Lee Collection, Republic of Korea
- Museum Victoria, Melbourne
- Icheon World Ceramic Center
- FuLe International Ceramic Art Museum (FLICAM), Fuping
- Guldagergaard (International Ceramic Research Center – Denmark)r, Skælskør
- Keramion, Museum für zeitgenössische keramische Kunst, Frechen
- Musée Ariana (Musée suisse de la céramique et du verre), Ženeva
- Díla Jindry Vikové jsou zastoupena v řadě soukromých i veřejných sbírek v zahraničí. Podrobně viz abART:[16]

### Realizace
- 1975 Keramická mozaika, zadní fasáda Staroměstské radnice v Praze (s Peterem Orieškem)
- Fontána, Galerie Atrium, Praha (s Peterem Orieškem)
- 1995 Sv. Jan Nepomucký, Loretánská ul., Praha
- Bronzová hlava, Sitka Center for Art and Ecology v Oregonu
- Marie, nika domu Špalíček, Cheb [17]

### Filmy
- 1983 Porcelánové figury a scéna pro TV film „Pastýřka a kominíček“ (41 min.), rež. J. Bonaventura[18]

### Výstavy
Jindra Viková vystavuje pravidelně od roku 1974. Podrobný přehled autorských a skupinových výstav viz abART:

### Katalogy (výběr)
- Keramika a kresby Jindry Vikové, 1974, Hofmeisterová Jana, kat. 6 s., Malá galerie Čs. spisovatele, Praha
- Jindra Viková: Keramika, 1977, Myslivečková Olga, kat. 8 s., JKP Chrudim
- Jindra Viková: Figurální keramika, 1982, Kříž Jan, kat. 16 s., SZK ROH Benar, Litvínov
- Jindra Viková, 1986, Lovišková Danica, kat. 20 s., Galéria M.A. Bazovského, Trenčín
- Keramische skulpturen von Jindra Viková, 1991, Finckenstein Charlotte von, Vlček Tomáš, Galerie L, Hamburg
- Jindra Viková: Tváře Fragmenty / Faces Fragments, 2009, kat. 12 s., Museum Kampa, Praha
- Jindra Viková: Vztahy / Relationships, 2012, Zemánková T, kat. 32 s., Rabasova galerie Rakovník

### Monografie
- Jindra Viková (text Milena Klasová a kol.), 84 s., Praha 1997
- Jindra Viková, odkazy a návraty (text Terezie Zemánková a kol.), 204 s., Kant Praha 2010, ISBN 978-80-7437-011-3

### Encyklopedie
- Růžička M, Vlček T, Současná keramika / Contemporary Ceramics, Odeon Praha 1979
- Speight Ch. F., Hands in Clay, Mayfield Publ. Co., Mountain View 1989
- Rada P, Ceramic Techniques, Hamlyn, London 1989
- Flynn M, Ceramic Figures; A directory of Artists 2000, A7 Black, London
- Peterson S, Contemporary Ceramics, Thames & Hudson and Calman/King, London 2000
- Scot P, Painted Clay, A & C Black, London 2001, ISBN 0-7136-4754-X
- World-Famous Ceramic Artist’s Studios, Vol. 2 Europe, Bai Ming, Bei Jing China 2005
- Ostermann M, The Ceramic Narrative, A & C London, Univ. Pennsylvania Press, London-Philadelphia 2006, ISBN 0713668830
- Modern 20th-century Ceramics: Inventory Catalogue of the Hinders/Reimers Collection by Ingrid Vetter, Arnoldsche 2007, ISBN 9783897902756